# کلیف بارکر
کلیف بارکر (انگلیسی: Cliff Barker؛ زاده ۱۵ ژانویهٔ ۱۹۲۱ درگذشته ۱۷ مارس ۱۹۹۸) یک بازیکن بسکتبال اهل ایالات متحده آمریکا بود.